# Mielinoliza środkowa mostu

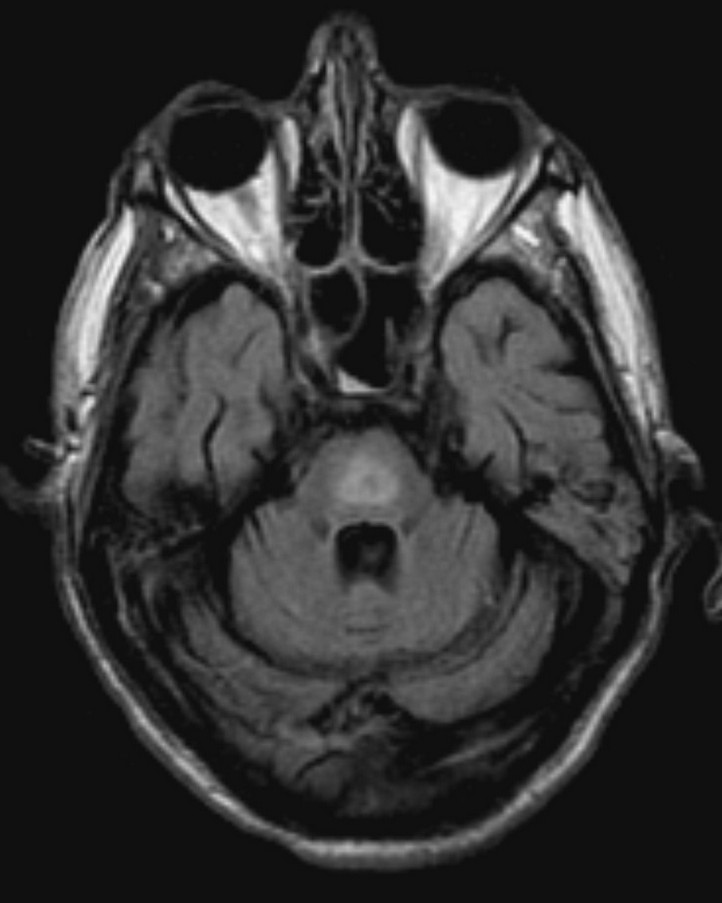
Mielinoliza mostu w MRI FLAIR

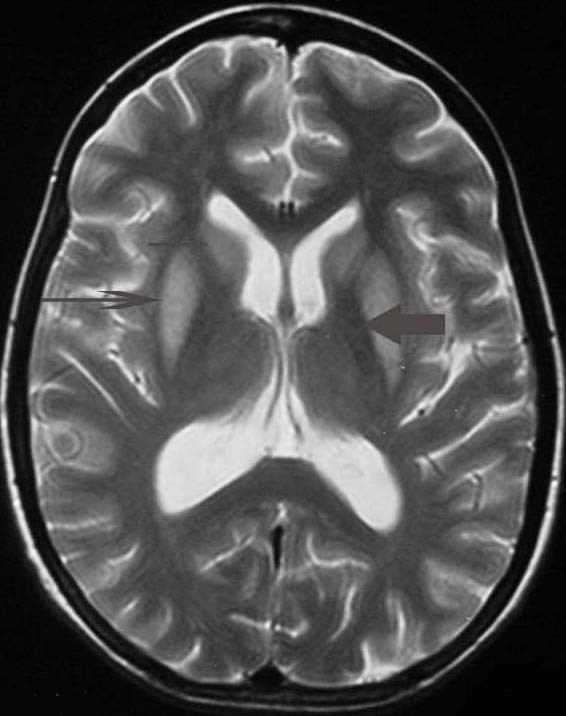
Mielinoliza pozamostowa (EPM) w obrazie MRI u 41-letniej pacjentki wymagającej wcześniej wyrównania hiponatremii po epizodzie nasilonych wymiotów. Ogniska demielinizacji obecne są w jądrze ogoniastym (mała, cienka strzałka), skorupie (długa strzałka) z zaoszczędzeniem gałki bladej (szeroka strzałka).

Mielinoliza środkowa mostu (zespół Adamsa-Victora-Mancalla, ang. central pontine myelinolysis, CPM, osmotic demyelination syndrome, ODS) – demielinizacyjny zespół neurologiczny, należący do grupy encefalopatii alkoholowej. Nie jest jednak swoisty dla nawykowego spożywania alkoholu, obecnie traktowany jest głównie jako zespół jatrogenny, związany ze zbyt szybkim wyrównywaniem hiponatremii. Osmotyczny zespół demielinizacyjny jest terminem szerszym, obejmującym zarówno mielinolizę środkową mostu jak i mielinolizę pozamostową. Jednostkę chorobową opisali w 1958 roku Raymond Delacy Adams, Elliot Mancall i M. Victor.

## Epidemiologia
Nie ma dokładnych szacunków co do częstości występowania CPM w populacji. Jedno badanie wykazało 29% częstość CPM w badaniu post mortem pacjentów zakwalifikowanych do przeszczepu wątroby. U 2/3 tych pacjentów wahania stężeń sodu w surowicy wynosiły zaledwie 5-20 mEq/l. Nie ma doniesień o występowaniu CPM u Afroamerykanów; schorzenie częściej występuje u kobiet.

## Patogeneza
CPM polega na zazwyczaj symetrycznej, niezapalnej demielinizacji w obrębie środkowej części mostu. U co najmniej 10% pacjentów z CPM demielinizacja zachodzi również w innych strukturach mózgowia, takich jak śródmózgowie, wzgórze, jądra podstawne i móżdżek; określa się ten stan jako mielinolizę pozamostową (ang. extrapontine myelinolysis).
Dokładny mechanizm w jakim dochodzi do pozbawienia neuronów osłonki mielinowej nie jest znany. Przypuszcza się, że komórki przystosowując się do stanu przewlekłej hipoosmolarności przestrzeni pozakomórkowej, aktywnie transportują efektywne osmolity poza błonę komórkową. Dzięki temu rośnie osmolarność osocza i woda zgodnie z gradientem stężeń przemieszcza się z komórek do tkanek. Zbyt szybkie wyrównywanie niedoboru elektrolitów powoduje gwałtowny wzrost osmolarności osocza, przyspieszenie ucieczki wody z komórek do przestrzeni pozakomórkowej i ich nagłe odwodnienie.  

## Objawy i przebieg
Objawy rozpoczynają się na ogół w ciągu tygodnia od suplementacyjnego wyrównania deficytu jonów Na+, o ile suplementacja przekraczała 12 mEq/l dziennie. Choroba alkoholowa zwiększa predyspozycję do rozwinięcia objawów CPM. Występują symetryczne parapareza lub tetrapareza, piramidowe objawy patologiczne (np. objaw Babińskiego), często symetryczne porażenie mięśni mimicznych twarzy i zespół opuszkowy. W skrajnej postaci CPM ma obraz zespołu zamknięcia z tetraparezą i mutyzmem. Przytomność chorego i pionowe skojarzone ruchy gałek ocznych są zachowane.

## Rozpoznanie
Metodą z wyboru rozpoznania CPM jest MRI. Obrazy T2-zależne ujawniają hiperintensywne (jasne) obszary odpowiadające ogniskom demielinizacji. 

## Różnicowanie
W diagnostyce różnicowej zespołu należy uwzględnić:
- guzy pnia mózgu
- stwardnienie rozsiane
- ognisko udarowe
- zapalenie pnia mózgu
- zmiany po napromienianiu.

## Zapobieganie i leczenie
Aby zapobiec mielinolizie środkowej mostu, zaleca się wyrównywanie hiponatremii nie szybciej niż 1 mEq/l/godzinę. Gdy objawy CPM już się rozwiną, możliwości leczenia są ograniczone; stosuje się leczenie podtrzymujące.

## Rokowanie
Rokowanie jest złe, śmiertelność w pierwszym miesiącu wynosi ponad 50%.